# Lijst van vogelorden
Deze Lijst van vogelorden geeft een overzicht van alle 40 vogelorden in de wereld waarvan nog minimaal één soort bestaat.

## A
- Accipitriformes
- Anseriformes
- Apodiformes
- Apterygiformes

## B
- Bucerotiformes

## C
- Caprimulgiformes
- Cariamiformes
- Casuariiformes
- Charadriiformes
- Ciconiiformes
- Coliiformes
- Columbiformes
- Coraciiformes
- Cuculiformes

## E
- Eurypygiformes

## F
- Falconiformes

## G
- Galliformes
- Gaviiformes
- Gruiformes

## L
- Leptosomiformes

## M
- Mesitornithiformes
- Musophagiformes

## O
- Opisthocomiformes
- Otidiformes

## P
- Passeriformes
- Pelecaniformes
- Phaethontiformes
- Phoenicopteriformes
- Piciformes
- Podicipediformes
- Procellariiformes
- Psittaciformes
- Pteroclidiformes

## R
- Rheiformes

## S
- Sphenisciformes
- Strigiformes
- Struthioniformes
- Suliformes

## T
- Tinamiformes
- Trogoniformes